# Un loco matrimonio en cuarentena
Un loco matrimonio en cuarentena es una película de comedia romántica próxima a estrenar dirigida por Rodrigo Bastidas. La cinta fue realizada en plena Pandemia de COVID-19 y cuenta con un gran elenco de más de treinta actores, dentro de los que se encuentra Tomás Vidiella, siendo esta su última película.

## Trama
Dani (Milena Bastidas) y Guatón (Nicolás Mena) han decidido casarse en pandemia, realizar su matrimonio por video llamada y contratar a un motoboy para repartir las hostias, el cóctel y el cotillón en casa de los invitados. La ceremonia va en orden, pero rápidamente la familia entra en tensión. El padre de la novia no se conecta, ya que ha descubierto que es el paciente cero, una pareja tiene sexo sin darse cuenta de que no ha apagado la cámara, funan a dos invitados presos en Punta Peuco y los novios deben superar cada altercado para lograr mantener un matrimonio común y corriente.

## Reparto
- Benjamín Vicuña
- Tomás Vidiella
- Jaime Vadell
- Elena Muñoz
- Rodrigo Muñoz
- Claudia Pérez
- Gabriel Prieto
- Magdalena Max-Neef
- Fernando Larraín
- Josefina Velasco
- Fernando Godoy
- María José Necochea
- Nicolás Saavedra
- Mónica Godoy
- Diego Muñoz
- Carmen Gloria Bresky
- Juan Pablo Bastidas
- Jacqueline Boudon
- Álvaro Morales
- Álvaro Pacull
- Luis Gnecco
- Milena Bastidas
- Nicolás Mena
- Juan Bennett
- Paulina Eguiluz
- Tamara Ferreira
- Catalina Gallardo
- Carlos Caszely
- Andrés Pozo
- Tommy Rey